# Złotopępówka różowawa
Złotopępówka różowawa (Chromosera cyanophylla (Fr.) Redhead, Ammirati & Norvell – gatunek grzybów należący do rodziny wodnichowatych (Hygrophoraceae).

## Systematyka i nazewnictwo
Pozycja w klasyfikacji według Index Fungorum: Chromosera, Hygrophoraceae, Agaricales, Agaricomycetidae, Agaricomycetes, Agaricomycotina, Basidiomycota, Fungi.
Po raz pierwszy takson ten zdiagnozował w 1861 r. Elias Fries nadając mu nazwę Agaricus cyanophyllus. Obecną, uznaną przez Index Fungorum nazwę nadali mu w 2011 r. Redhead, Ammirati & Norvell, przenosząc go do rodzaju Chromosera. 
Synonimy:
- Agaricus cyanophyllus Fr. 1861
- Chromosera cyanophylla (Fr.) Redhead, Ammirati & Norvell 2012
- Omphalia cyanophylla (Fr.) Quél. 1872
- Omphalina cyanophylla (Fr.) Quél. 1886

Nazwa polska na podstawie rekomendacji Komisji ds. Polskiego Nazewnictwa Grzybów.

## Morfologia
Kapelusz
O średnicy 0,6 do 2,5 cm. Powierzchnia śliska lub lepka, w młodych owocnikach liliowa, później jasnożółta z jaśniejszym brzegiem, w dojrzałych owocnikach o barwie od białawej do bladożółtej.
Trzon
O wysokości 1–4 cm i grubości 1–2 mm. Powierzchnia w stanie wilgotnym śluzowata, początkowo liliowa, potem jasnożółta. Podstawa często z liliową grzybnią.
Wysyp zarodników
Biały. 

## Występowanie i siedlisko
Znane jest występowanie złotopępówki różowawej w wielu miejscach Ameryki Północnej, na Półwyspie Skandynawskim i w Rosji. W Polsce po raz pierwszy występowanie tego gatunku podali Gierczyk i in. w 2018 r.
Rozwija się na próchniejącym drewnie drzew iglastych, w Ameryce Północnej zwłaszcza jodły balsamicznej.